# Sistema de tarificación en linea
Un sistema de tarificación en línea (del inglés Online Charging System/OCS) es un ecosistema de nodos (servidores, en el contexto de las telecomunicaciones) que permite a un operador de telefonía móvil cobrar por sus servicios a sus clientes en tiempo real. Esto significa que a diferencia de los sistemas tradicionales de tarificación cuyo cobro se hacían después de que se prestara el servicio, un OCS permite cobrar mientras se presta este mismo.  
Gracias a este sistema un operador puede asegurarse de que a cada suscriptor se le apliquen límites de crédito y que se les autoricen sus recursos por transacción. 

## Arquitectura

### Carga basada en eventos
Se utiliza una función de facturación basada en eventos (EBCF) para cobrarlos en función de su ocurrencia en lugar de su duración o volumen utilizado en el evento. Eventos típicos, incluyen los SMS, MMS, contenido comprado (aplicaciones, juegos, música, video bajo demanda etc). 

### Cobro basado en sesiones
La función de cobro basada en sesión (SBCF/Session based charging function) es la responsable de la facturación en tiempo real de sesiones de red/usuario, por ejemplo, llamadas de voz, portadores de IP CAN, sesiones de IP CAN o sesiones IMS.
Para mayor claridad, considere el siguiente ejemplo de cobro basado en sesiones. Los servicios públicos como la electricidad o el agua se cobran en función de su uso durante un tiempo determinado. Usted consume 'x' unidades de energía cada mes y paga por las unidades consumidas en este periodo. El uso puede variar mes a mes y por lo tanto también varían sus cargos asociados. Lo mismo ocurre con el consumo de agua, etc. Por lo tanto, el cobro basado en cuánto se consume se denomina cobro medido o cobro basado en sesión.